# Рассветная аллея
Рассве́тная алле́я (с 1960 года до 13 апреля 1967 года — у́лица Че́хова посёлка Кусково) — аллея, расположенная в Восточном административном округе города Москвы на территории района Вешняки. Среди местных жителей так же известна как «пьяная дорога».

## История
Аллея находится на территории бывшего посёлка Кусково, где она называлась у́лица Че́хова в честь А. П. Чехова (1860—1904). В 1960 году посёлок Кусково (в составе города Перово) вошёл в состав Москвы, а 13 апреля 1967 года для устранения одноимённости с улицей Чехова (ныне — улица Малая Дмитровка) аллея была переименована и получила современное название по предложению жителей района.

## Расположение
Рассветная аллея проходит от аллеи Первой Маёвки на северо-восток параллельно путям Горьковского направления Московской железной дороги вдоль северной границы Кусковского парка, с юго-востока к ней примыкают 3-я Музейная и Оранжерейная улицы, аллея проходит далее до Вешняковской улицы, за которой продолжается как Кетчерская улица. Нумерация домов начинается от аллеи Первой Маёвки.

## Примечательные здания и сооружения
По нечётной стороне:
По чётной стороне:

## Транспорт

### Наземный транспорт
По Рассветной аллее не проходят маршруты наземного общественного транспорта. У северо-восточного конца аллеи, на пересечении Мартеновской, Перовской и Фрязевской улиц и Свободного проспекта, расположены остановки «Платформа Новогиреево» автобусов т30,т53, 17, 21, 36, 133, 237, 254, 276, 620, 621, 645, 662, 676, 787, у юго-западного — остановки «Кусковская улица» автобусов 46, 131, 254, 787 (на улице Плеханова) и «Станция Перово» автобусов 7, 36, 46, 83, 131, 214, 617, 787 (на Кусковской улице и Кусковском тупике).

### Метро
- Станция метро «Перово» Калининской линии — севернее аллеи, на пересечении Зелёного проспекта и 2-й Владимирской улицы
- Станция метро «Новогиреево» Калининской линии — северо-восточнее аллеи, на пересечении Зелёного и Свободного проспектов

### Железнодорожный транспорт
- Станция Кусково Горьковского направления Московской железной дороги — у середины аллеи
- Платформа Новогиреево Горьковского направления Московской железной дороги — у северо-восточного конца аллеи
- Станция Перово Казанского направления Московской железной дороги — у юго-западного конца аллеи
- Платформа Плющево (в границах станции Перово) Казанского направления Московской железной дороги — у юго-западного конца аллеи
- Платформа Чухлинка Горьковского направления Московской железной дороги — у юго-западного конца аллеи